# Свита Його Імператорської Величності

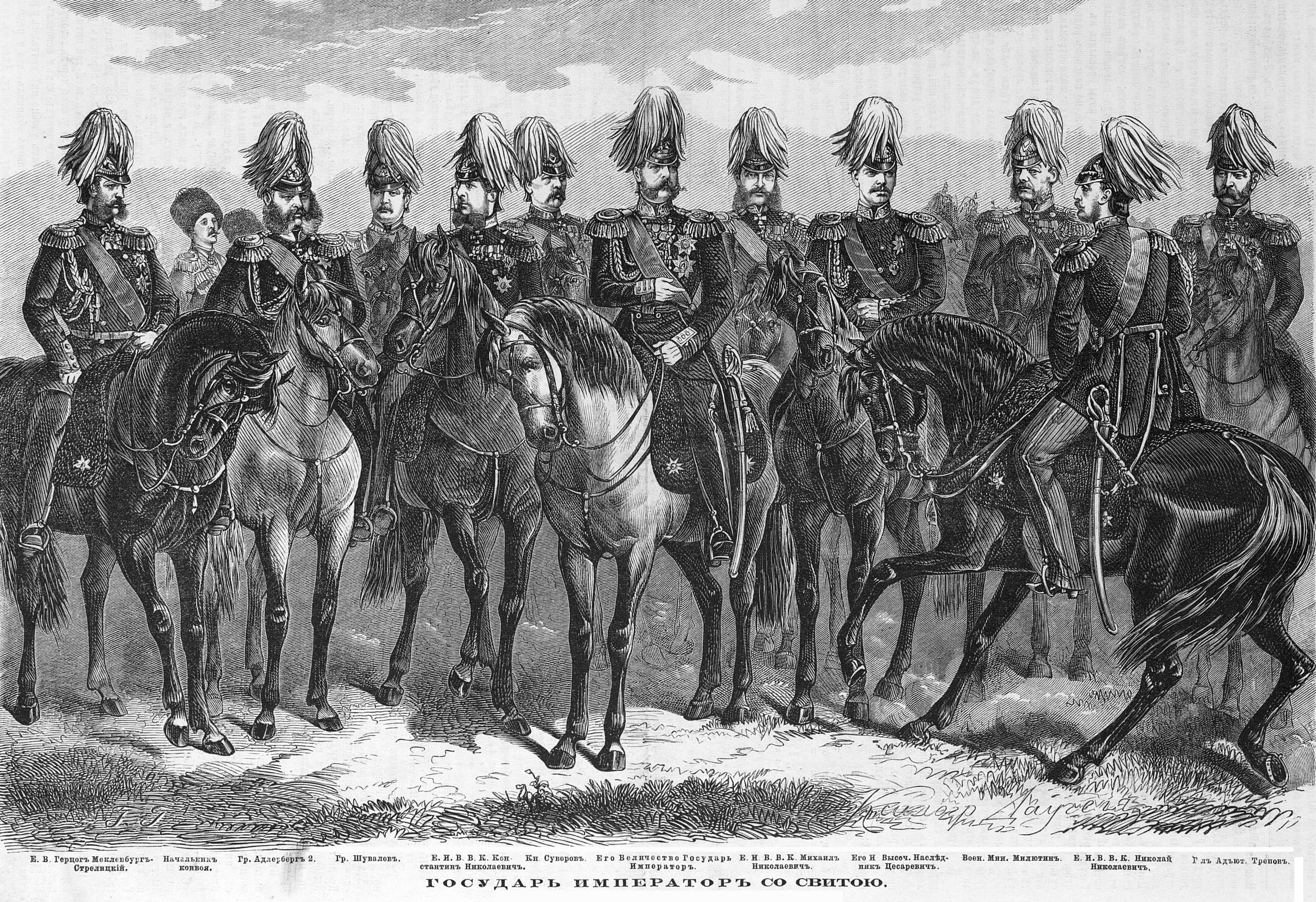
Олександр II зі свитою, 1869 рік

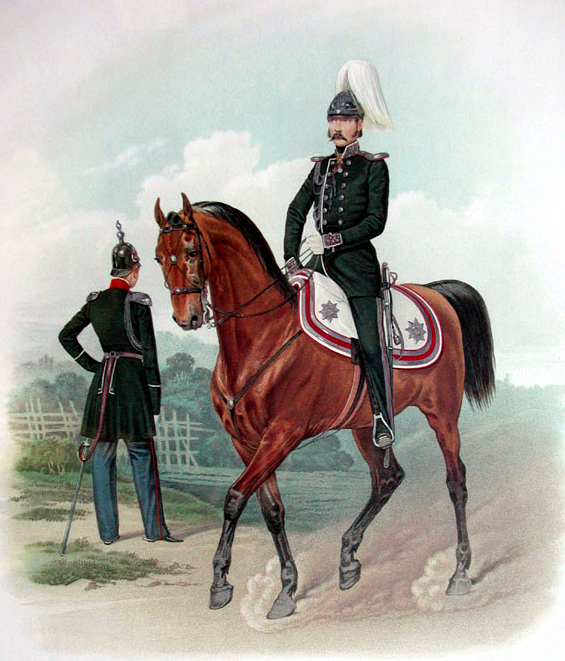
Піратський К. К. Форма одягу Флігель-ад'ютантів Його Імператорської Величності. 1855 рік.

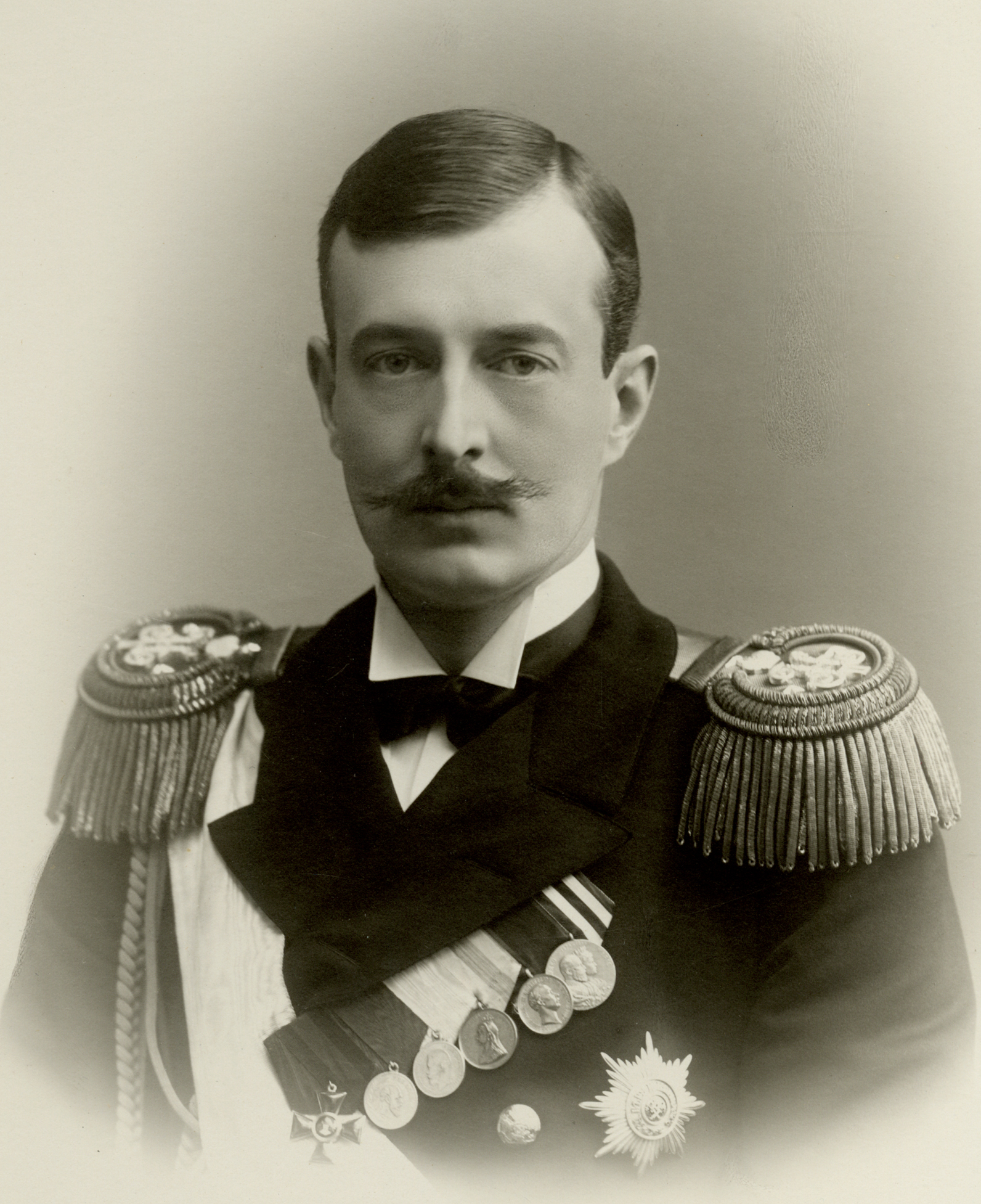
Свита Його Імператорської Величності, контр-адмірал, Великий князь Кирило Володимирович

Свита Його (Її) Імператорської Величності, або Свита, або Й. І. В. Свита — в Російській імперії у XVIII-початку XX століття — група військових для особливих доручень, що перебувала при імператорі (імператриці).

## Історія
Ще до заснування імперії в Московському царстві при царі перебували військові, що користувалися його особливою довірою.
На початку XIX століття засновується Свита Його (Її) Імператорської Величності. Із 1843 року входила до складу Імператорської Головної квартири. Свита складалася з осіб, що мали найвищі наступні звання.
- Особи, що перебуває при особі Його Імператорської Величності генералів (звання введено за царювання імператора Олександра I).
- Його (Її) Імператорської Величності генерал-ад'ютантів (чин введений царем Петром I у 1711 році[1], надалі трансформувався у світське звання).
- Свити Його Імператорської Величності генерал-майорів і контр-адміралів (звання введені імператором Миколою I відповідно в 1827 і в 1835 роках).
- Його (Її) Імператорської Величності флігель-ад'ютантів (звання введено імператрицею Катериною II у 1775 році).

Крім того, в Свиту з 1797 по 1801 рік входили бригад-майори Його Величності. Це звання було засновано 7 січня 1797 року найвищим наказом Павла I.
За всю історію свити лише одному генерал-ад'ютанту — П. Ф. Уварову — було найвищим указом надано звання старшого генерал-ад'ютанта.
Спочатку деякі особи, що входили в Свиту, несли чергування при Дворі та виконували особливі доручення імператора (імператриці). Із кінця XVIII століття перебування в Свиті остаточно перестало бути пов'язаним з обов'язковим виконанням ад'ютантських обов'язків, світські звання стали почесними. У XVIII столітті світські чини (спочатку відповідали посадовим обов'язкам) були виключені з Табеля про ранги.
До 1914 року в свиті Й. І. В. числилися:
- 51 генерал-ад'ютант до Його Імператорської Величності;
- 64 Свити Його Величності генерал-майора і контр-адмірала;
- 56 флігель-ад'ютантів Його Імператорської Величності.

В їх обов'язки входило виконання особливих доручень імператора (наприклад, розслідування заворушень), супровід іноземних монархів і делегацій, чергування при імператорі. У середині XIX століття на кожного світського офіцера припадало в середньому одне чергування в два місяці. Світське звання давало ряд привілеїв: право вільного проходу в імператорський палац, право подачі рапортів на ім'я імператора тощо.
Звання генерал-ад'ютантів, генералів Свити і флігель-ад'ютантів були скасовані наказом по військовому відомству від 21 березня 1917 року. Відомостей про видання нормативно-правового акта про скасування звання контр-адмірала Свити немає.
Свиту Його Імператорської Величності не слід плутати з Свитою Його Імператорської Величності за квартирмейстерською частиною, що існувала з 1796 по 1843 рік і була важливим органом в системі військового управління російської армії.